# Almindelig bærmispel
Almindelig bærmispel (Amelanchier lamarckii) er en 4-5 m høj busk, der i Danmark plantes som prydplante og i læhegn, og undertiden findes forvildet.
Almindelig bærmispel er en stor, løvfældende busk med en riset, opret vækst. Barken er først rødbrun og næsten hårløs. Senere bliver den gråbrun, og til sidst er barken ensfarvet grå (meget lig bøgebark).
Knopperne er spredte, udspærrede, glatte og slanke. Farven er først gråbrun, men i løbet af vinteren bliver lyssiden klart rød. Bladene er kraftigt behårede, oprullede og kobberrøde i udspringet. I løbet af et par uger ændrer de udseende og bliver ovale med skarpt savtakket rand. Oversiden er nu gråligt mørkegrøn, mens undersiden er lyst grågrøn. Høstfarven er klart rød.
Blomsterne er hvide og duftløse. De sidder mange sammen i åbne, overhængende klaser. Bærrene modner tidligt (juni-august), og de er mørkelilla.
Rodnettet er fladt udbredt lige under jordoverfladen. Det er tæt forgrenet. Busken laver jordtræthed.
Højde x bredde og årlig tilvækst: 8 x 6 m (20 x 15 cm/år).
Da bærmispel er invasiv bør den ikke plantes i det åbne land og i levende hegn.

## Taksonomi og navneforvirring
Amelanchier lamarckii regnes som synonym med nogle botanikeres brug af A. canadensis. I overensstemmelse hermed anvendes også det danske navn "canadisk bærmispel" om arten. Andre regner arten for en apomiktisk mikroart, muligvis nedstammende fra en hybrid mellem A. laevis og enten A. arborea eller A. canadensis.
"Almindelig bærmispel" har også været brugt som betegnelse for rundbladet bærmispel (A. ovalis), muligvis med indflydelse fra tysk, hvor denne hedder Gewöhnliche Felsenbirne.

## Spiselige bær
Bærrene er spiselige og kan spises friske eller anvendes til marmelade.